# Заріччя (Білогірська селищна громада)
Заріччя — село в Україні, у Білогірській селищній громаді Шепетівського району Хмельницької області. Населення становить 72 осіб.

## Географія
Селом протікає річка Вілія.

## Історія
Село носить назву від місця розташування відносно Вілії, кутком якої село раніше було — за річкою. 
7 (20) листопада 1917 року, відповідно до Третього Універсалу Української Центральної Ради, увійшло до складу Української Народної Республіки.
Після окупації Вілії Польщею Заріччя дещо пізніше опинилося під російсько-радянською окупацією.
12 червня 2020 року, відповідно до розпорядження Кабінету Міністрів України № 727-р «Про визначення адміністративних центрів та затвердження територій територіальних громад Хмельницької області», увійшло до складу Білогірської селищної громади.
19 липня 2020 року, в результаті адміністративно-територіальної реформи та ліквідації Білогірського району, село увійшло до складу новоутвореного Шепетівського району.

## Населення

### Мова
Розподіл населення за рідною мовою за даними перепису 2001 року:
| Мова       | Кількість | Відсоток |
| ---------- | --------- | -------- |
| українська | 72        | 100%     |